# Gerd Hornberger
Gerd Hornberger   (Waldfischbach-Burgalben, 17 de febrer de 1910 - Waldfischbach-Burgalben, 13 de setembre de 1988) va ser un atleta alemany, especialista en curses de velocitat, que va competir durant les dècades de 1920 i 1930.
El 1936 va prendre part en els Jocs Olímpics de Berlín, on disputà dues proves del programa d'atletisme. Guanyà la medalla de bronze en la cursa dels 4x100 metres relleus formant equip amb Wilhelm Leichum, Erich Borchmeyer i Erwin Gillmeister, mentre en la cursa dels 100 metres quedà eliminat en sèries.
En el seu palmarès també destaquen dues medalles d'or en els 4x100 metres relleus del Campionat d'Europa d'atletisme de 1934 i 1938. També guanyà el campionat alemany dels 100 metres de 1936 i 1938, el dels 200 de 1937, i el dels 4x100 relleus de 1936 i 1937.

## Millors marques
- 100 metres llisos. 10.4" (1934)
- 200 metres llisos. 21.3" (1935)[1][2]